# Condado de Custer (Montana)
El condado de Custer (en inglés: Custer County), fundado en 1882, es uno de los 56 condados del estado estadounidense de Montana. En el año 2000 tenía una población de 11.696 habitantes con una densidad poblacional de una persona por km². La sede del condado es Miles City.

## Geografía
Según la Oficina del Censo, el condado tiene un área total de 9824 km² (3793,1 mi²), de la cual 9798 km² (3783,0 mi²) es tierra y 26 km² (10,0 mi²) (0.27%) es agua.

### Condados adyacentes
- Condado de Prairie - norte
- Condado de Fallon - este
- Condado de Carter - sureste
- Condado de Powder River - sur
- Condado de Rosebud - oeste
- Condado de Garfield - noroeste

## Carreteras
- Interestatal 94
- U.S. Highway 12
- U.S. Highway 212
- Carretera Estatal de Montana 59

## Demografía
En el 2000 la renta per cápita promedia del condado era de $30,000, y el ingreso promedio para una familia era de $38,779. En 2000 los hombres tenían un ingreso per cápita de $27,857 versus $18,343 para las mujeres. El ingreso per cápita para el condado era de $15,876. Alrededor del 15.10% de la población estaba bajo el umbral de pobreza nacional.

## Comunidades

### Ciudad
- Miles City

### Pueblo
- Ismay

### Otras comunidades
- Volborg
- Kinsey